# SŽD-Baureihe МЭС
Die Lokomotiven der SŽD-Baureihe МЭС der Sowjetischen Eisenbahnen (SŽD) waren breitspurige Diesellokomotiven für den Arbeitszugdienst. Sie dienten zur Energieversorgung und Transport von gleisgebundenen Gleisbaumaschinen und wurden von 1956 bis 1960 von der Maschinenfabrik Kaluga in 64 Exemplaren hergestellt.

## Historie
Für die Speisung der Elektroenergie und den Umtransport von gleisgebundenen Gleisbaumaschinen und mechanischen Einrichtungen entstand im Projektierungs- und Konstruktionsbüro des Ministeriums für Transport und Nachrichtenwesens (MPS) ein Projekt einer Diesellok-Elektrostation. Auf dieses Projekt baute die Maschinenfabrik Kaluga 1956 eine Versuchslokomotive, die die Bezeichnung МЭС.001 (MES.001) erhielt.

## Konstruktion der Versuchsdiesellok
Die Diesellok МЭС.001 (MES.001) besaß einen Lokkasten mit Vorbauten, der auf einem Blechrahmen aufgestellt war. Die Federaufhängung bestand aus auf den Radlagern aufgelegten Blatt- sowie Schraubenfedern.
Als Antriebseinheit wurde der Dieselmotor 1Д12 (1D12) mit einer Leistung von 221 kW (300 PS) verwendet. Mit der Welle des Dieselmotors ist der Traktionsgenerator ПН-1750 (PN-1750) verbunden, der eine Leistung von 200 kW erzeugen kann. Außerdem ist im selben Gehäuse des Generators ein Drehstromgenerator mit der Bezeichnung СД-128/4 (SD-128/4) vorhanden. Er versorgt mit derselben Leistung bei einer Frequenz von 50 Hz die Gleisbaumaschinen mit Strom. Als Elektrofahrmotoren für den Antrieb der Lokomotive wurden die Elektrofahrmotoren vom Typ ДК-304Б (DK-304B) verwendet, die schon bei den Diesellokomotiven der Reihen ТЭ1 und ТЭ2 verwendet wurden. Sie hatten eine Leistung von je 98 kW.
Der Dieselmotor war wassergekühlt, außerdem waren als Medien noch Öl für die Schmierung des Motors und Luft für die Kühlung der Traktionsfahrmotoren vorhanden. Dies zusammen erreichte eine automatische Regulierung der Temperatur des Wassers und des Öles.
Die Diesellok besaß eine Achslast von 19 t (Reibungsmasse = 38 t); bei einer Geschwindigkeit von fünf km/h erreichte sie eine Zugkraft von 50 kN. Der erste Versuchsbetrieb der Lokomotive wurde auf dem Abschnitt Frjasewo–Noginsk der Transsibirischen Eisenbahn durchgeführt.

## Konstruktion der Serien-Dieselloks
Zum Ende des Jahres 1957 lieferte die Maschinenfabrik Kaluga die Diesellok МЭС.002 (MES.002) aus, das Projekt wurde von dem Konstruktionsbüro der Firma unter Leitung von Ingenieur W. E. Gora umgearbeitet. Auf dieser Diesellok wurden die Vorbauten etwas vergrößert. Außerdem wurden Rollenlager verwendet, bei den Antrieben des Tatzlager-Antrieb wurden Zahnräder von der Motorwagen-Serie CД verwendet. Ebenfalls von dieser Serie stammen die Traktions-Elektrofahrmotoren der Reihe ДПИ-150 (DPI-150).
Auf der Diesellokomotive МЭС.002 (MES.002) wurde gleichfalls der Dieselmotor 1Д12 (1D12) verwendet. Anstatt des Traktionsgenerators ПН-1750 (PN-1750) wurde der Generator mit der Bezeichnung МПТ-49/25-3 (MPT-49/25-3) mit einer Leistung von 195 kW verwendet. Der Drehstromgenerator wurde ohne Änderungen belassen. Die Traktionsfahrmotoren ДПИ-150 (DPI-150) wurden mit unabhängiger Ventilation gekühlt, das wurde mit nicht großen Motor-Ventilatoren und Drehstromantrieb verwirklicht. Für die Versorgung der Luft wurde der Kompressor mit der Bezeichnung Э-400 (E-400) verwendet, der elektrisch von dem Motor mit der Bezeichnung АП (AP) mit einer Leistung von 10 kW gespeist wurde. 
Der Fahrschalter besaß 14 Positionen; die Steuerung, die Beleuchtung und die Ladung der Akku-Batterie wurde von dem Hilfsgenerator gespeist, der an dem Dieselmotor angeschlossen war. Die Diesellokomotive hatte einen Kraftstoffvorrat von 1400 l, für Öl von 100 l und für Wasser und Sand von je 150 l. Die Serienlokomotive besaß eine gesamte Dienstmasse von 40,4 t, wobei die Achslast der vorderen Achse 20,5 t und die der hinteren 19,9 t betrug.
Als Anfahrzugkraft erreichte die Lokomotive eine Zugkraft von 64 kN, bei einer Geschwindigkeit von 23 km/h betrug die Zugkraft 25 kN. Die Nenngeschwindigkeit betrug 80 km/h.
Die erste Überprüfung der Diesellok МЭС.002 (MES.002), die von einer Kommission von dem Betreiber durchgeführt wurde, brachte eine große Zahl von Änderungen an ihrer Konstruktion. Die Maschinenfabrik Kaluga lieferte daraufhin die Serienfahrzeuge der Diesellok-Elektrostationen von 1958 bis 1960 aus, wobei bei Teilen der gebauten Dieselloks anstatt des Drehstromgenerators mit der Bezeichnung СД-128/4 (SD-128/4) der mit der Bezeichnung ГС-104-4 (GS-104-4) verwendet wurde. 
| Baujahr | Anzahl |
| ------- | ------ |
| 1958    | 17     |
| 1959    | 36     |
| 1960    | 9      |
| Gesamt  | 62     |